# Doleserpeton
Doleserpeton is een geslacht van uitgestorven dissorophoïde temnospondyle Batrachomorpha (basale 'amfibieën') binnen de familie Amphibamidae, die leefde tijdens het Laat-Perm, 285 miljoen jaar geleden. Doleserpeton wordt vertegenwoordigd door de soort Doleserpeton annectens, die voor het eerst werd beschreven door John R. Bolt in 1969. Fossiel bewijs van Doleserpeton werd teruggevonden in de Dolese Brothers Limestone Quarry in Fort Sill, Oklahoma. De geslachtsnaam Doleserpeton is afgeleid van de oorspronkelijke vindplaats in de Dolese-steengroeve van Oklahoma en het Griekse woord 'herpeton', wat 'laag of dicht bij de grond kruipend dier' betekent. Dit overgangsfossiel vertoont primitieve eigenschappen van amfibieën die een succesvolle aanpassing van aquatische naar landbewonende omgevingen mogelijk maakten. In veel fylogenieën verschijnen lissamfibieën als de zustergroep van Doleserpeton.

## Geschiedenis en ontdekking
Er was slechts één succesvolle opgraving van het geslacht Doleserpeton, tijdens de eerste ontdekking in 1969 door Bolt en zijn collega's in Fort Sill, Oklahoma. De stratigrafische locatie van Doleserpeton bevindt zich in Fissure Fills en de Admirialformatie, die dateerde uit het Laat-Perm. Alle fossiele exemplaren werden bewaard in kalksteenblokken, die werden behandeld in een zuurbad om overtollig omvattend gesteente te verwijderen en mechanische schade tijdens de preparatie tot een minimum te beperken. Het volgende fossiele bewijs van Doleserpeton werd gevonden:
- Verschillende overwegend complete schedels
- Hersenpan
- Gedeeltelijke onderkaak
- Gedeeltelijke wervelkolom (vijftien wervels) met bijbehorende ribben
- Onvolledige verzameling van voorpoten en achterpoten
- Onvolledige reeksen vingers/tenen
- Schoudergordels
- Bekkengordels

## Beschrijving
De schedel is breed, rond en plat en werd geschat op ongeveer 15 millimeter, maar kon een lengte van 19 millimeter bereiken. Schedelkenmerken van Doleserpeton omvatten een verdiepte incisura otica (inkeping in de achterrand van het schedeldak) en uitgebreide interpterygoïde holtes en ploegschaarbeenderen. De oogkassen zijn relatief groot in verhouding tot de totale grootte van de schedel. De kenmerken van het binnenoor hebben morfologische overeenkomsten met salamanders in de oorzone, waarin het trommelvlies niet is verbonden met de stijgbeugel.
Een synapomorfie die Doleserpeton deelde, zijn de bicuspide, gesteelde tanden. Elke bicuspide, gesteelde tand had twee knobbels met een scheiding van de wortel door een gebied van niet-verkalkt fibreus weefsel. De niet-verkalkte delen van de premolaren gingen vaak verloren en werden tijdens hun leven vervangen, om een vleesetend dieet te ondersteunen. De kaken omvatten zestig bicuspide, gesteelde tanden, waarvan veertig tanden in de bovenkaak en twintig tanden in de onderkaak. Doleserpeton bevatte marginale tanden op de premaxilla, en tanden op de palatinale botten van de schedel. Er werd verondersteld dat Doleserpeton een reeks van tweeëntwintig tot vijfentwintig marginale tanden bevatte.
Doleserpeton bezat rhachitomeuze wervels, waarin het pleurocentrum in elke wervel in grootte domineert in vergelijking tot het intercentrum. Bij vroege tetrapoden deed zich deze overgang voor en Doleserpeton deelt dit. Doleserpeton bezat tien wervels in de hals, vierentwintig presacrale wervels, twee sacrale wervels en naar schatting vijftien staartwervels. De ribaanhechting begon bij de tweede presacrale wervel en gaat door over de hele lengte van het lichaam tot aan de sacrale wervels. De ribomvang nam toe van ribben 2 tot en met 4 en nam af na de vijfde presacrale wervel. Ribben waren dubbelkoppig om een stevige bevestiging voor spieren mogelijk te maken om de lichaamsmassa op het land te ondersteunen.
Doleserpeton had gespreide posten, waarin voortbeweging werd verzorgd door alle vier de ledematen terwijl hij een deel van zijn buik over de grond sleepte. Deze uitgestrekte houding wordt beschouwd als de meest basale eigenschap van voortbeweging op het land, wat consistent is met de evolutionaire trend van aquatische naar bodembewonende aanpassingen. Dankzij zijn uitgestrekte houding had Doleserpeton de stabiliteit en functionaliteit om zich op het land te verplaatsen, terwijl hij ook efficiënt en functioneel was in aquatische omgevingen.
De ontwikkeling van schoudergordelelementen en bekkengordelelementen toonde de verschuiving in eigenschappen, die het mogelijk maakten zowel in het water als op het land te bewegen. De ledematenstructuur was homoloog aan die van de Temnospondyli en andere afgeleide bodembewonende soorten. De prominentie van de scapulocoracoïde in de schoudergordel stelde het dier in staat om op het land efficiënt te bewegen door de bovenste helft van het lichaam te ondersteunen. Het opperarmbeen is loodrecht bevestigd aan de scapulocorcoïde. De handwortelbeentjes, middenhandsbeentjes en vingers hadden flexibele gewrichten voor een loopbeweging, terwijl ze toch voldoende ondersteuning boden voor de lichaamsmassa en -grootte.
Ook de bekkengordel vertoont dezelfde kenmerken als de schoudergordel. Het dijbeen is langwerpig en vergroot en staat loodrecht op de bekkengordel. Het proximale uiteinde van het dijbeen was vergroot om sterke spieraanhechting mogelijk te maken. De achterpoot bezat ook goed ontwikkelde enkelbeenderen, middenvoetsbeentjes en teenkootjes die hetzelfde doel dienden van mobiliteit en flexibiliteit van de gewrichten.
De vingerformule voor is vier vingers op de voorpoten en vijf tenen op de achterpoot. Deze vingerformule wordt nog getoond door alle levende amfibieën, met een paar uitzonderingen bij wormsalamanders en enkele bijkomstige amfibische soorten.

## Fylogenie
Op spaarzaamheid gebaseerde cladistische analysen en bayesiaanse correcties werden gebruikt om twintig taxa en eenenvijftig kenmerken te analyseren teneinde de positie van Doleserpeton te bepalen. De uiteindelijke positie blijft twijfelachtig vanwege de onzekerheid van de fylogenetische bepaling van de Amphibamidae en de Lissamphibia. Er zijn drie belangrijke hypothesen aangaande de oorsprongen van de Lissamphibia, welke alle weer een andere positie voor Doleserpeton opleveren:
- Monofyletische oorsprong van Lissamphibia uit de Temnospondyli
- Monofyletische oorsprong van Lissamphibia uit de Lepospondyli
- Diphyletische (vertakkende) oorsprong van Lissamphibia uit zowel Temnospondyli als de Lepospondyli

De meest spaarzame boomstructuur toonde Doleserpeton als de zustergroep van het geslacht Amphimabus binnen de Amphibamidae. Synapomorfieën die deze fylogenetische classificatie ondersteunen, zijn onder meer: tanden met twee knobbels, morfologische overeenkomsten in de larvale stadia en scheiding tussen de kroon en de basis van de tand in het gesteelde gebit.

## Paleobiologie
Fysieke kenmerken van fossiel bewijs van Doleserpeton geven aan dat ze op moderne watersalamanders en salamanders leken. De totale grootte van Doleserpeton was relatief gering, met een geschatte lichaamslengte van vijfenvijftig millimeter van snuit tot staart. Morfologische kenmerken gaven aan dat ze viervoetig waren met langwerpige lichamen en een hagedisachtig uiterlijk. Hun algemene lichaamsmorfologie omvatte korte ledematen die uitstaken vanuit een hoek van negentig graden, lange staarten en afgeplatte schedels met stompe snuiten. Doleserpeton had mogelijk een gladde, korrelige huid om zich aan te passen aan de overgang van aquatische naar landelijke omgevingen. Fossiel bewijs en classificatie voorspelden dat ze hun hele leven metamorfe stadia doorliepen, maar voornamelijk op het land leefden tijdens de juveniele en volwassen stadia. Net als hun moderne amfibische verwanten Lissamphibia, was Doleserpeton mogelijk aangewezen op de beschikbaarheid van een nabijgelegen waterbron tijdens voortplanting en larvale stadia.

### Ontogenie
De gevonden skeletelementen waren goed verbeend, wat het idee ondersteunde dat Doleserpeton waarschijnlijk een leven op de bodem leidde na metamorfose. Een goed verbeende skeletstructuur maakt het mogelijk dat verschillende Doleserpeton-exemplaren nog niet volgroeid waren. Het ossificatieproces wijkt af van de meer typische verbening bij landbewonende gewervelden, waar goed verbeende skeletelementen indicatoren zijn van volwassenheid. De variatie in ossificatie in de fossiele exemplaren maakt het mogelijk dat de volwassen stadia heel andere kenmerken bezaten en dat onze kennis van de bouw zich tot juveniele stadia beperkt.